# Colletes dorni
Colletes dorni är en biart som beskrevs av Kuhlmann 2002. Colletes dorni ingår i släktet sidenbin, och familjen korttungebin. Inga underarter finns listade i Catalogue of Life.